# Bálint Vécsei
Bálint Vécsei, né le 13 juillet 1993 à Miskolc (Hongrie), est un footballeur international hongrois, qui évolue au poste de milieu offensif au sein du club hongrois du Ferencváros.

## Biographie

### Carrière en club

#### Budapest Honvéd (2010-2015)
Il participe à la Ligue Europa avec le club du Budapest Honvéd.

#### Bologne FC (2015-2018)
En 2015, il signe au Bologne FC, il reste 3 ans au club sans jouer 1 seul match.

##### Prêt au US Lecce (2015-2016)
Il est prêté en 2015 pour 1 saison au US Lecce.

##### Prêt au FC Lugano (2016-2018)
Il est ensuite prêté au FC Lugano pendant 2 ans.

#### Transfert au FC Lugano (2018-2020)
En 2018, il quitte le Bologne FC pour rejoindre définitivement le club tessinois.

#### Retour en Hongrie au Ferencváros TC (depuis 2020)
En janvier 2020, il quitte la Suisse et le FC Lugano pour retourner en Hongrie au Ferencváros TC.

### Carrière en sélection
Bálint Vécsei joue avec les moins de 19 ans, puis avec les espoirs.
Le 4 juin 2014, il joue son premier match en équipe de Hongrie, en amical contre l'Albanie (victoire 1-0 à Budapest).